# ثابت ساختار ریز
در دانش فیزیک، ثابت ساختار ریز که با نام ثابت زومرفلد نیز شناخته می‌شود و با نشان α (حرف یونانی آلفا) نمایش داده می شود، یکی از ثابتهای بنیادین فیزیک است که ویژگی قدرت برهم‌کنش الکترومغناطیس را بین ذرات باردار شده با بار پایه مشخص می‌نماید. این ثابت با بار الکترون e مرتبط است که قدرت جفت‌شدن یک ذره باردارشده با بار پایه را با میدان مغناطیسی از طریق فرمول ۴πε0ħcα = e2 مشخص می‌نماید. از آنجا که کمیتی بدون بعد است، مقدار عددی آن در تمام سامانه‌های اندازه‌گیری یکسان است. آرنولد زومرفلد ثابت ساختار ریز را در سال ۱۹۱۶ معرفی نمود.
مقدار کنونی پذیرفته‌شده برای  α  ۷٫۲۹۷۳۵۲۵۶۹۸(۲۴)×۱۰−۳. است.

## تعریف
تعریف معادل دیگری برای α با استفاده از ثابتهای فیزیکی دیگر به شکل زیر است:
{\displaystyle \alpha ={\frac {1}{4\pi \varepsilon _{0}}}{\frac {e^{2}}{\hbar c}}={\frac {\mu _{0}}{4\pi }}{\frac {e^{2}c}{\hbar }}={\frac {k_{\text{e}}e^{2}}{\hbar c}}={\frac {c\mu _{0}}{2R_{\text{K}}}}}
که در آن :
- e بار الکترون است؛
- ħ = h/2π ثابت پلانک کاهش‌یافته است؛
- c سرعت نور است؛
- ε0 ثابت الکتریکی یا ثابت گذردهی خلا است؛
- µ0 ثابت مغناطیسی یا ثابت تراوایی خلا؛
- ke ثابت کولن است؛
- RK ثابت فن کلیتزیگ است؛